# Atelopus oxapampae
Atelopus oxapampae é uma espécie de anfíbio anuro da família Bufonidae. Está presente no Peru. Não foi ainda avaliada pela UICN.